# Pyynikinrinne
Pyynikinrinne est le quartier numéro 7 (finnois : Kaupunginosa VII) de Tampere en Finlande.

## Description
Pyynikinrinne est à l'est du centre-ville.
Pyynikinrinne est bordé au sud par la zone protégée de Pyynikinharju, au nord par la rue Pirkankatu et à l'est par Mariankatu.
Les quartiers limitrophes sont Pyynikki, Ylä-Pispala, Amuri, Särkänniemi et Kaakinmaa.

## Lieux et monuments
Les constructions historiques sont des immeubles en bois à deux niveaux typiques du style des années 1920
Dans les années 1920 et 1930, on a construit autour de la place Pyynikintori des immeubles plus élevés en pierre conçus entre autres par Martti Välikangas, Yrjö Lindegren, Jaakko Tähtinen et Veikko Kallio.
- Hôpital de Marjatta (Lambert Petterson 1912),
- Institut professionnel (R.Björnberg 1912),
- Maison Durchman (Oiva Kallio 1915)

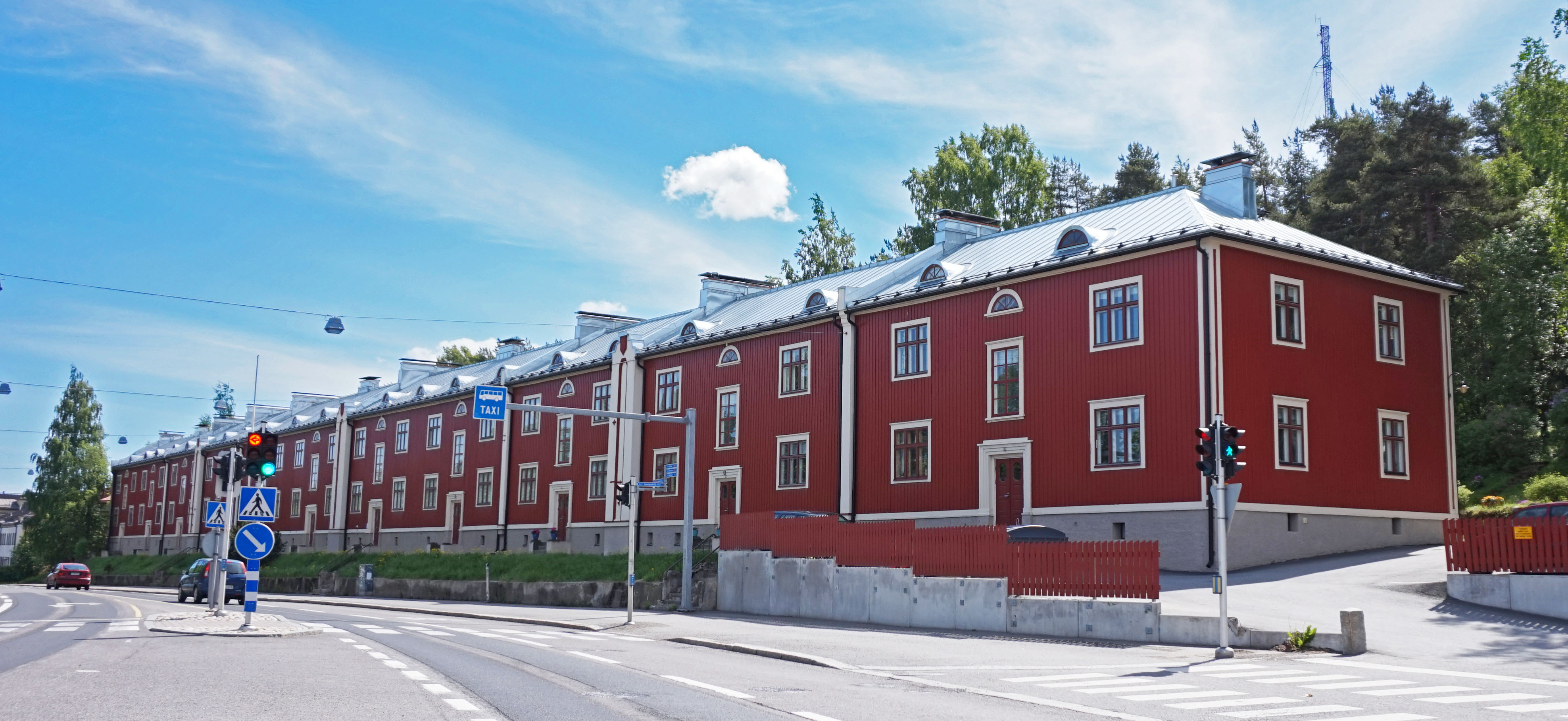
La maison Kilometritalo longue de 138 mètres conçue par Heikki Tiitola.

- Maison d'Olán (Wivi Lönn 1916).
- Lycée de Tampere
- Musée Emil Aaltonen
- Place Pyynikintori
- Château de Pyynikki
- Parc des pins

## Galerie

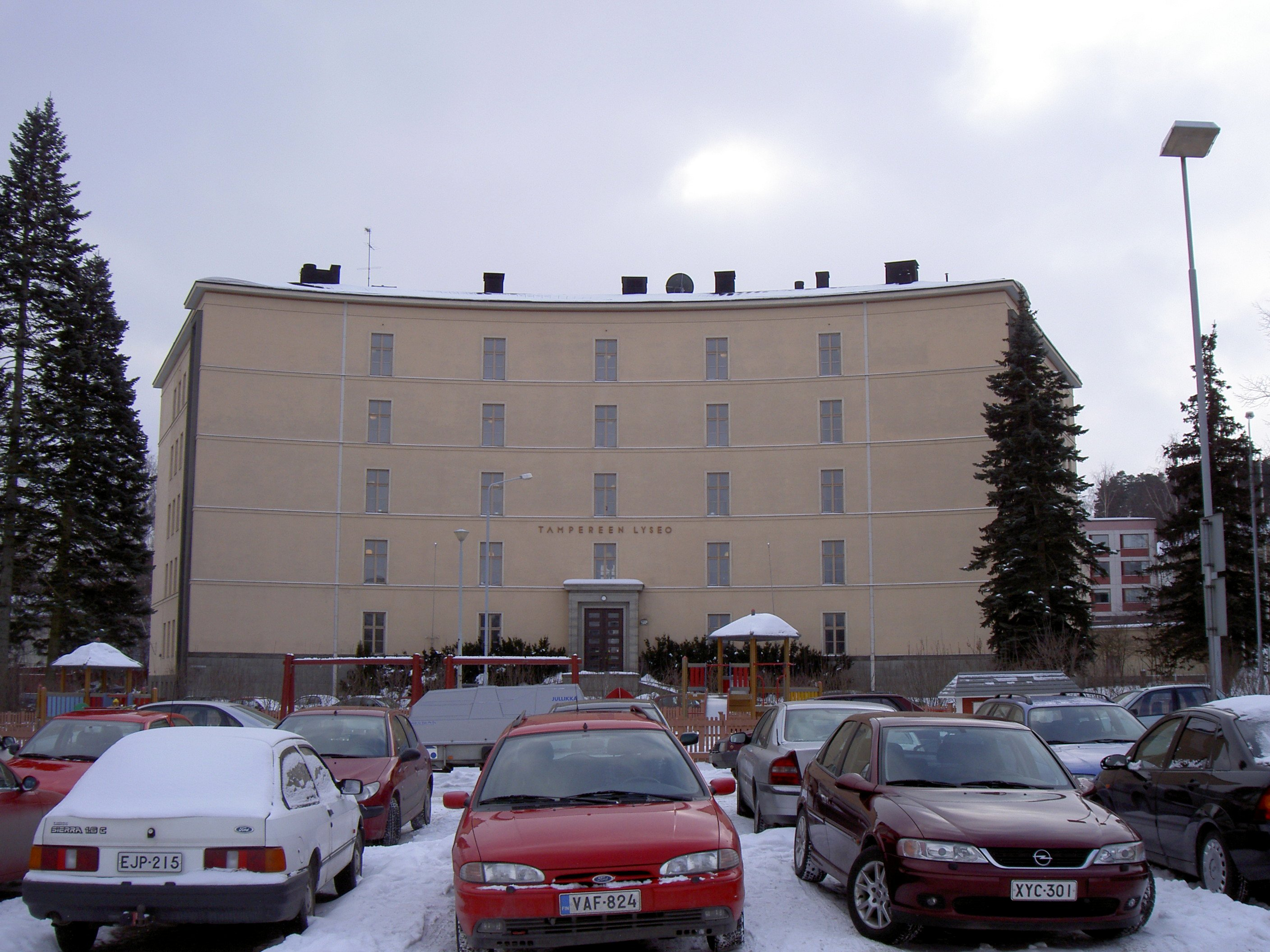
Lycée de Tampere
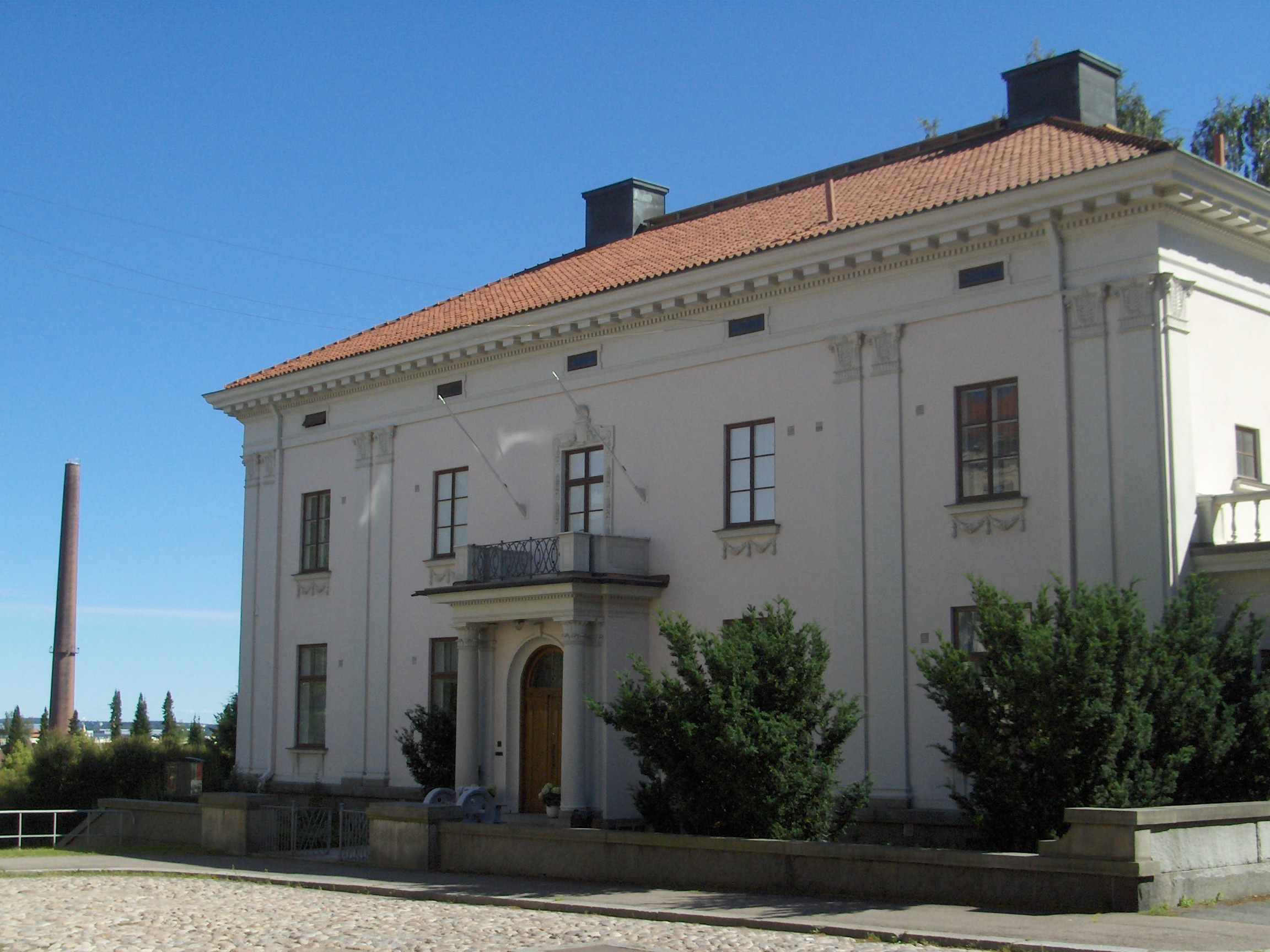
Musée Emil Aaltonen
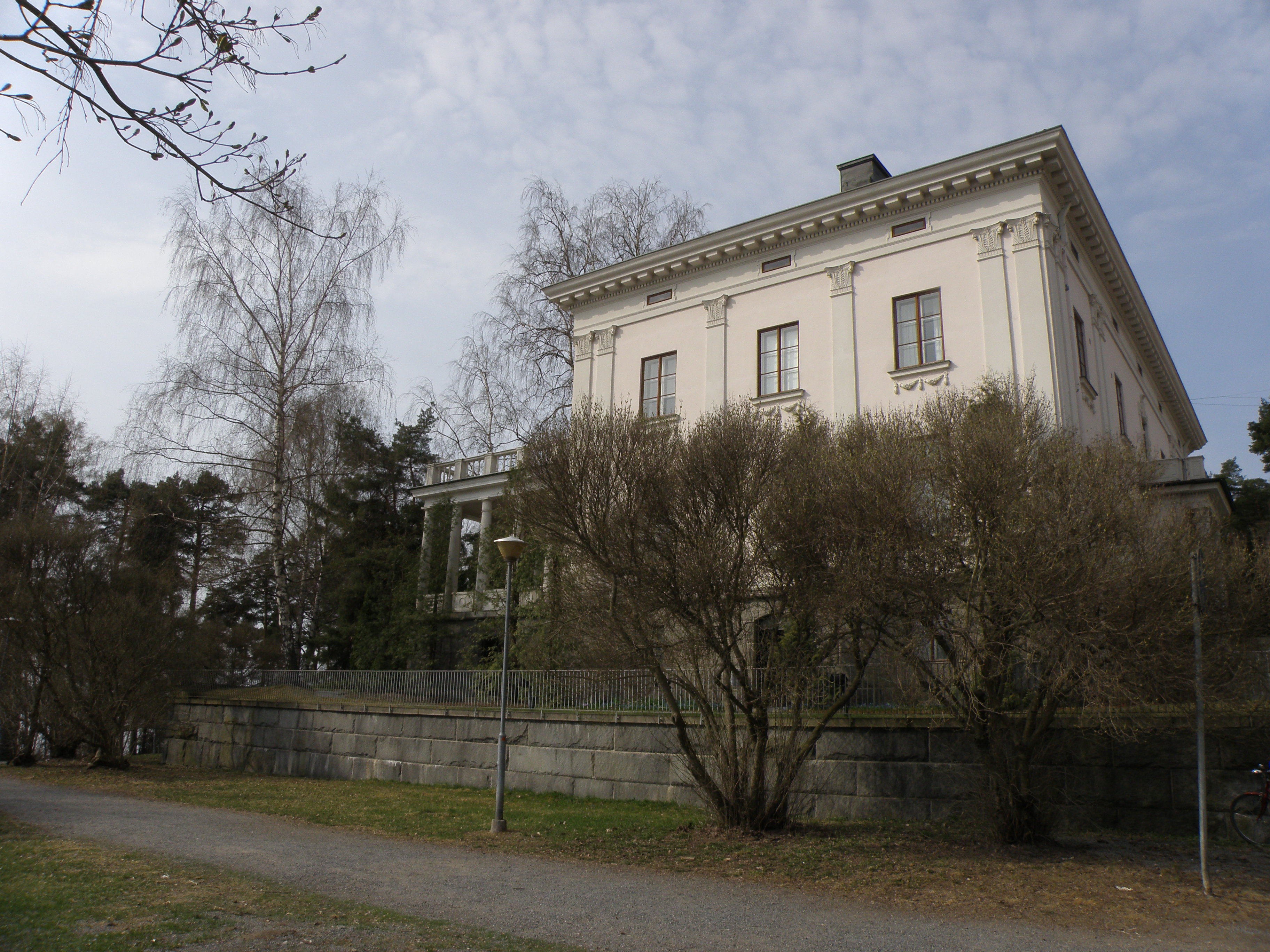
Château de Pyynikki
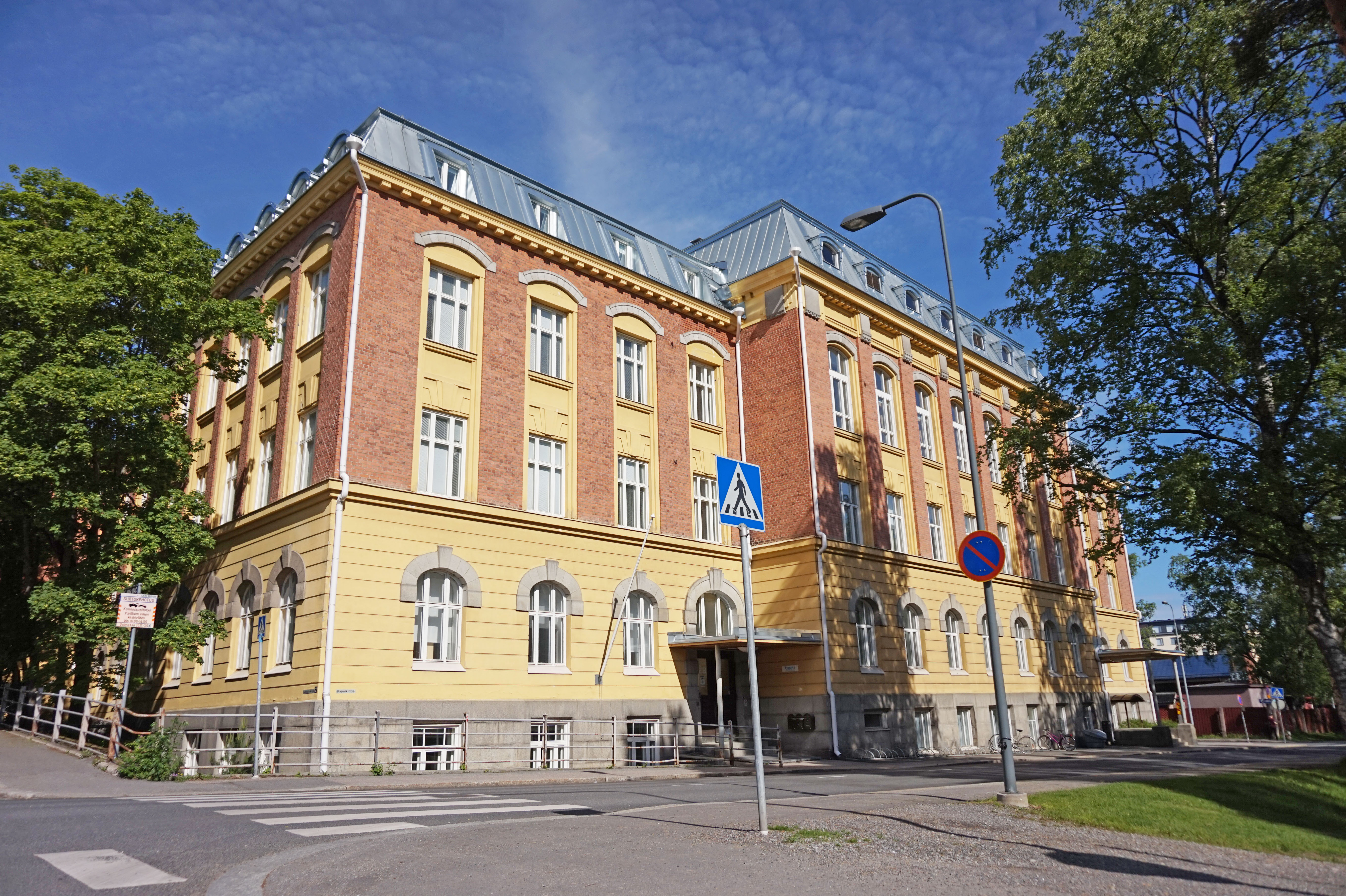
Pyynikintie 2.
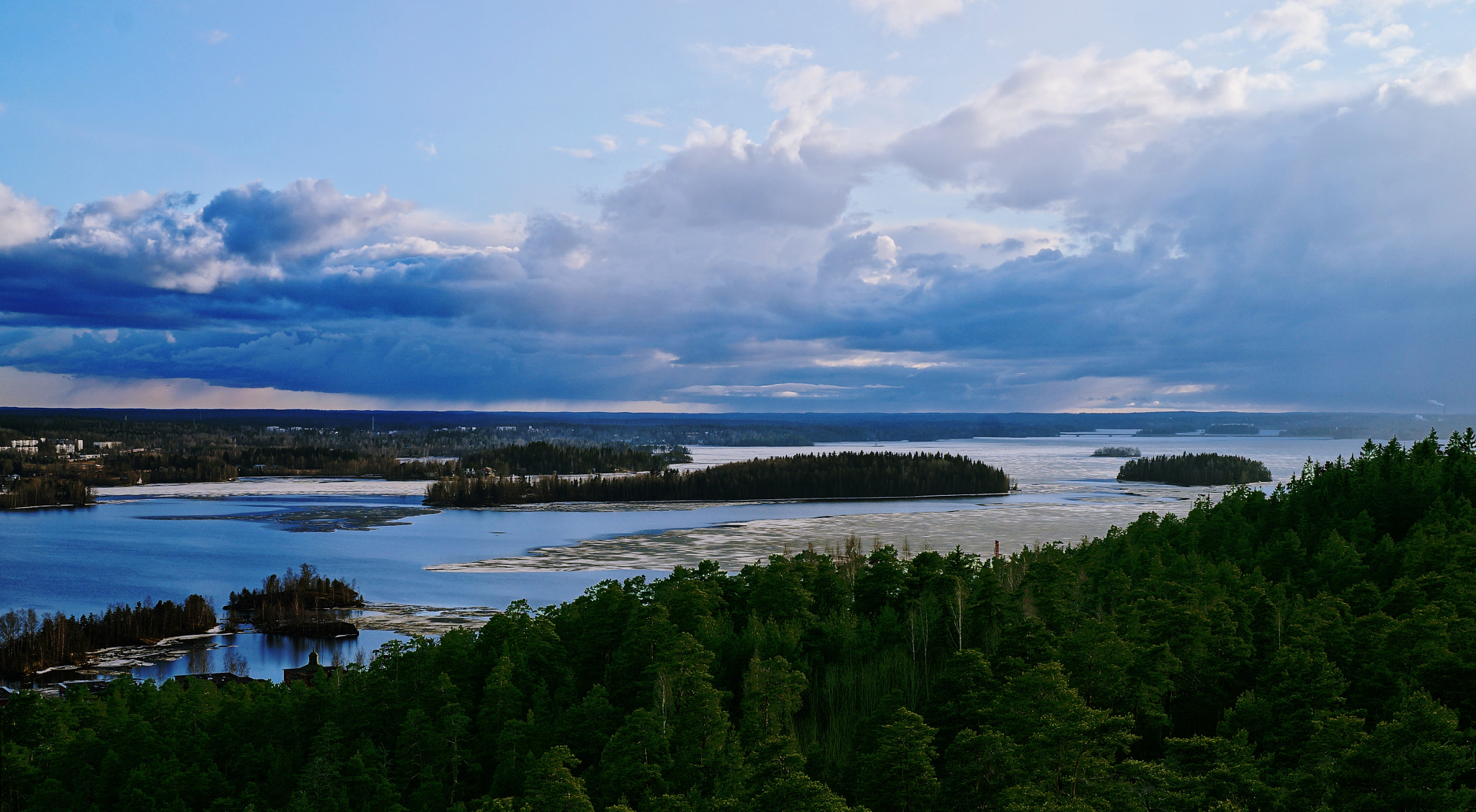
Vue de la tour de Pyynikki.
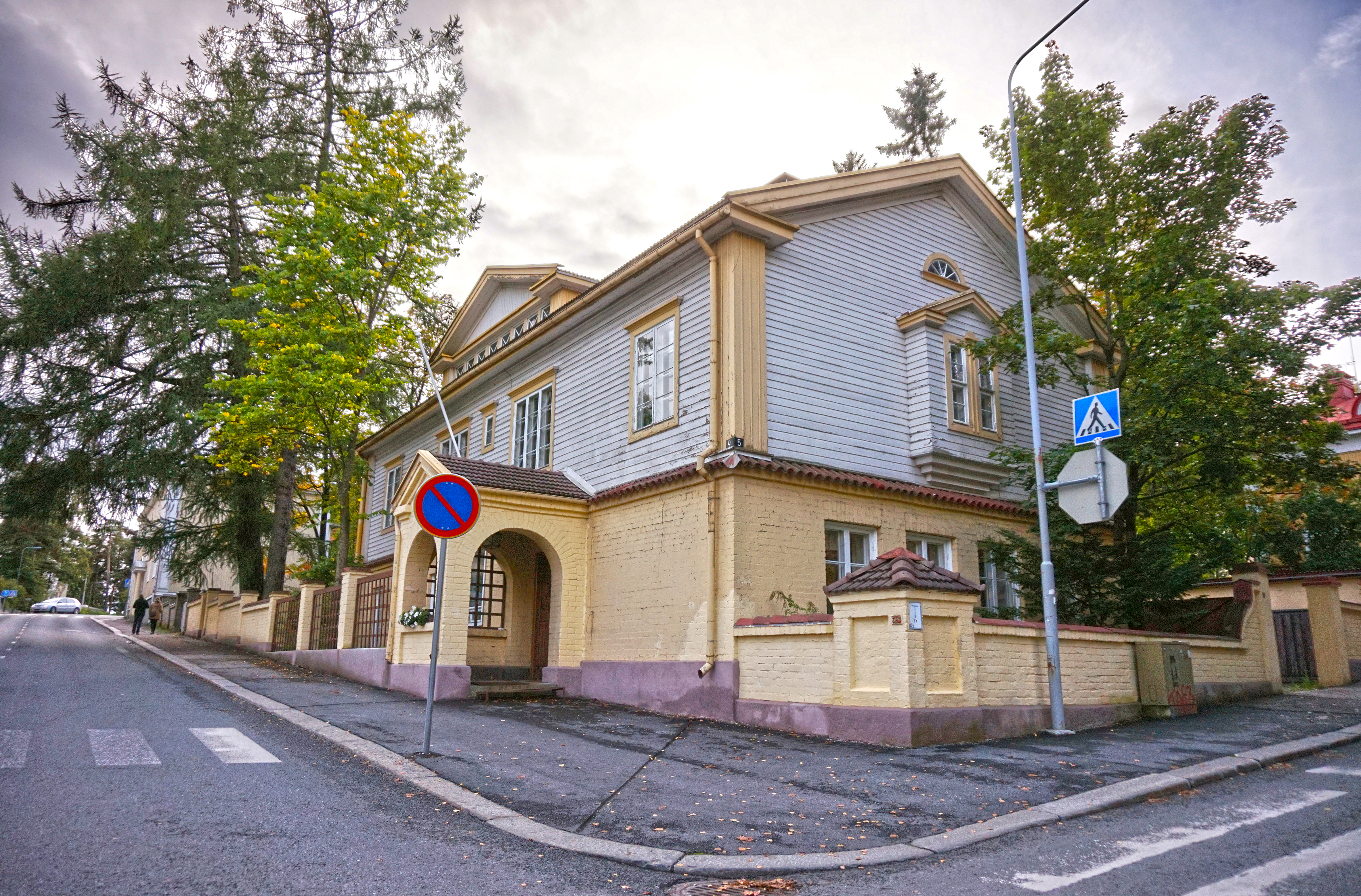
Pyynikinrinne.
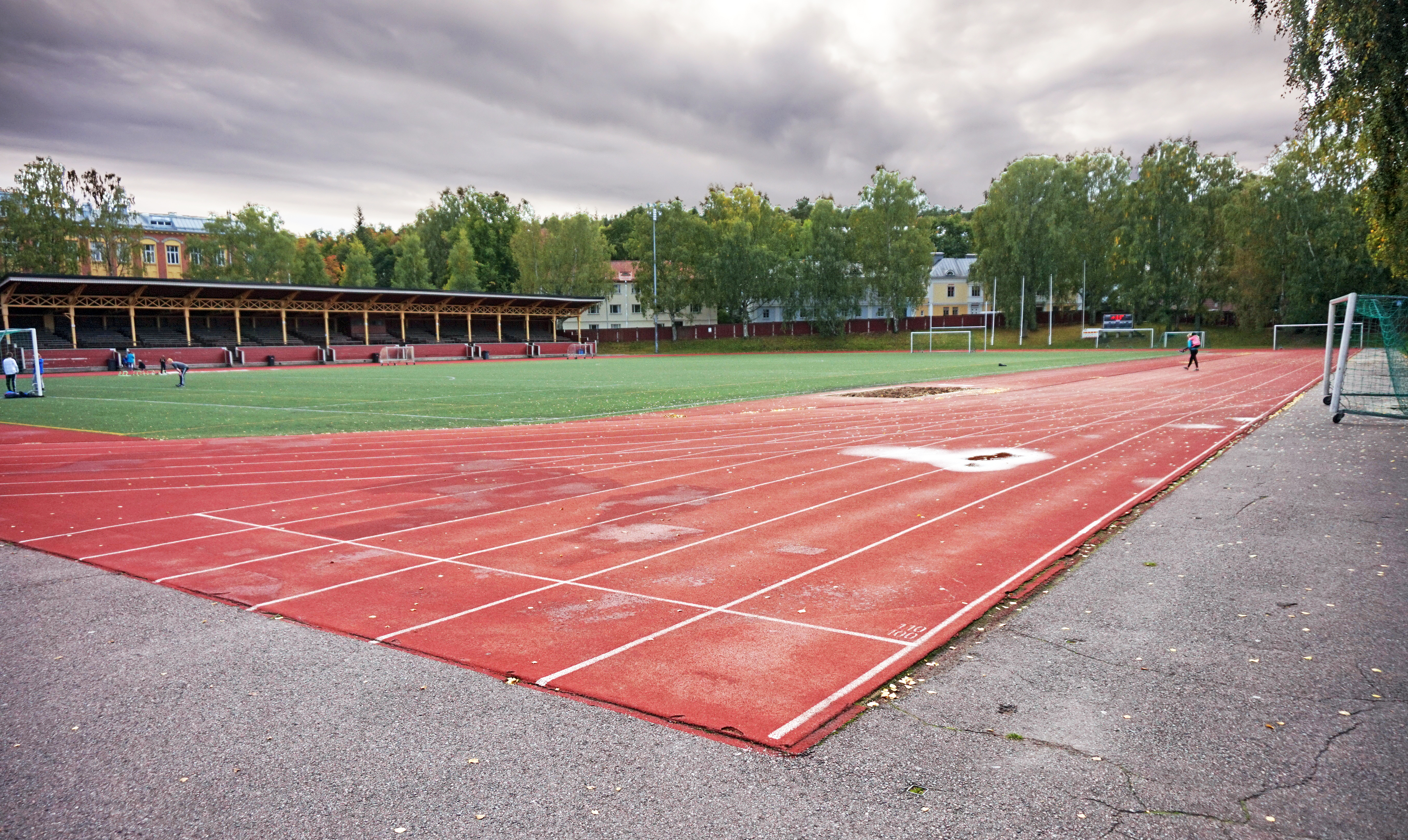
Stade de Pyynikki.